# 미스 유니버스 2019
제68회 미스 유니버스 2019 대회는 2019년 12월 8일에 미국 애틀랜타 타일러 페리 스튜디오에서 개최되었으며 90개국이 참가했다. 처음에는 2018 미스유니버스 대회 때 필리핀 심사위원이라는 분이 2019 미스유니버스 개최지 사전 후보를 대한민국 서울로 지정 하여 미스 유니버스 1980대회에 39년만에 유치 하겠다고 선언하였으나 조직위원회는 한국 후보지를 일시적으로 보류 하고 미국 애틀랜타 코카콜라 본사 소재지로 개최 결정하였다. 2018 미스 유니버스 우승자인 카트리오나 그레이가 새로운 우승자인 남아프리카 공화국의 조지비니 툰지에게 왕관을 수여하였다. 남아프리카 공화국은 1978년, 2017년에 배출한 2명의 백인 우승자 이후에 흑인 우승자를 처음 배출했다. 미스 유니버스 2011대회 때 앙골라 첫 우승자는 레일라 로페스 흑인 우승자 배출 하여 두번째 흑인 우승자로 기록되었다.

## 심사 위원
- 가비 에스피노 - 베네수엘라의 영화 배우
- 사잔 헨드릭스 - 미국의 기업인·소셜 미디어 사장
- 모리 리요 - 미스 유니버스 2007 우승자
- 카라 머드 - 미스 아메리카 2018 우승자
- 보조마 세이트 존 - 미국의 기업인
- 크리스틸 스튜어트 - 미스 USA 2008 우승자 텍사스주
- 파울리나 베가 - 미스 유니버스 2014 우승자 콜롬비아
- 올리비아 조던 - (예선 심사 위원) - 미국의 배우·모델, 미스 USA 2015 우승자

## 결과

### 최종 결과

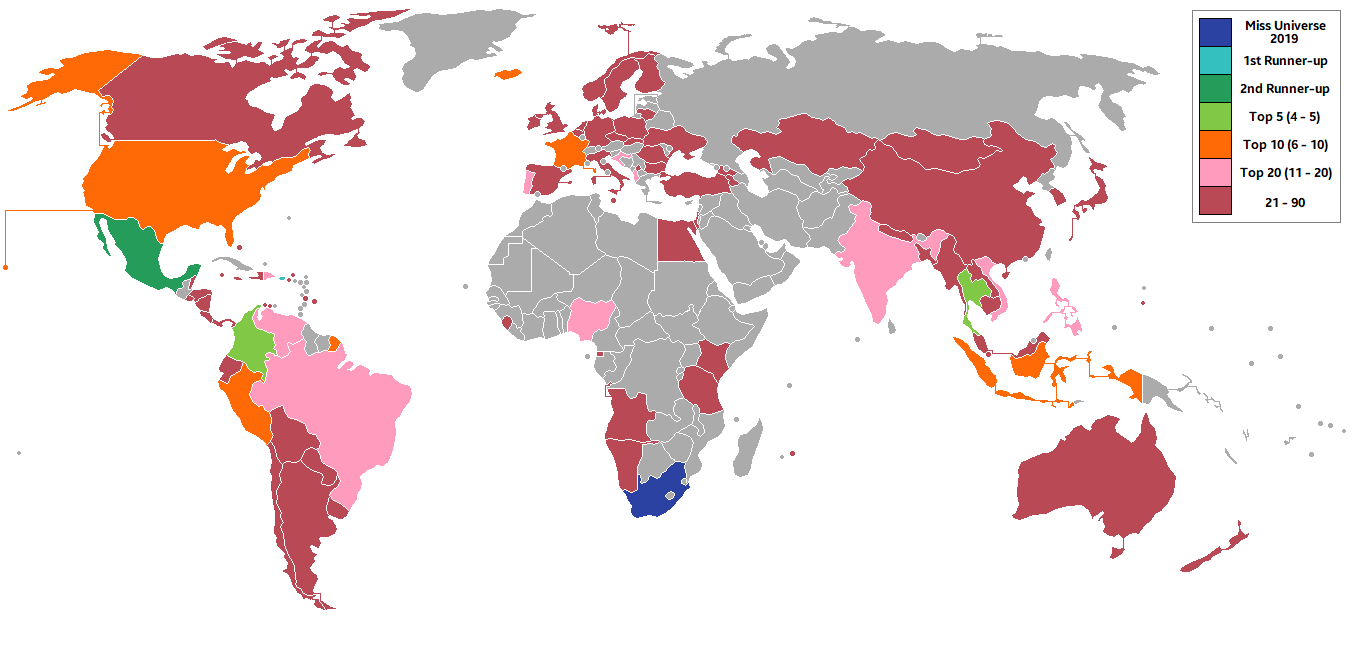
Miss Universe 2019 participating countries and territories

| 득점결과           | 참가자 |
| ------------------ | --- |
| 미스 유니버스 2019 | - 남아프리카공화국 – 조지비니 툰지 |
| 2위                | - 푸에르토리코 – 매디슨 엔더슨 베리오스 |
| 3위                | - 멕시코 – 소피아 아라곤 |
| Top 5              | - 콜롬비아 – 가브리엘라 타퍼 - 태국 – 파원수다 도루린 |
| Top 10             | - 프랑스 – 마에바 쿠케 - 아이슬란드 - 비르타 알비바 포할스도트리 - 인도네시아 – 프레데리카 알렉시스 쿨 - 페루 – 켈린 리베라 - 미국 – 채슬리 크리스트 |
| Top 20             | - 알바니아 – 신디 마리나 - 브라질 - 줄리아 호타 - 크로아티아 – 미아 르카만 - 도미니카공화국 – 클라우비드 달리 - 인도 – 바티카 싱 - 나이지리아 – 올토신 아라로미 - 필리핀 – 가지니 가나도스 - 포르투갈 – 실비에 실바 - 베네수엘라 – 탈리아 올리비노 - 베트남 – 호앙투이 |